# Kim Suominen
Kim Suominen (Turku, 20 ottobre 1969 – Turku, 18 novembre 2021) è stato un calciatore finlandese, di ruolo centrocampista.

## Biografia
È venuto a mancare il 18 novembre 2021 per un malore improvviso mentre seguiva gli allenamenti delle giovanili del TPS.

## Carriera

### Club
Comincia la sua carriera nel 1987 con il TPS, squadra con cui giocò oltre 100 gare in massima serie e partecipò anche alla Coppa UEFA in tre edizioni differenti e con la quale ha vinto una Coppa di Finlandia.
Nel 1992-1993 si trasferì al Jaro con il quale disputò oltre 50 incontri in Veikkausliiga.
Giocò la stagione 1994 con la maglia del TPV, con cui vinse il suo primo e unico campionato finlandese.
Nel gennaio del 1995 andò in Austria dove, a stagione già in corso, vestì la maglia dell'Admira/Wacker: vi rimase per un anno solare, disputando la seconda metà di una stagione e la prima della successiva.
Dal 1996 fu in Svezia con la maglia dell'IFK Norrköping, con cui giocò in massima serie per due stagioni.
Dal 1998 tornò in patri giocando con l'Inter Turku in seconda serie e conquistando l'immediata promozione grazie al secondo posto finale; poi nel 1999 passò al Jazz, in massima serie.
Nel 2000 chiuse la carriera nuovamente col TPS.

### Nazionale
Tra il 1993 e il 1996 ha giocato una 39 partite con la nazionale finlandese.
Esordì in nazionale il 20 gennaio 1993 in amichevole contro India.
Il 13 ottobre dello stesso anno segnò il suo primo gol in nazionale contro la Svezia, in una gara valida per le Qualificazioni al campionato mondiale di calcio 1994.
Tre anni più tardi disputò la sua ultima gara in nazionale, un'amichevole contro l'Estonia in cui fu sostituito nei minuti finali da Tommi Grönlund.

## Statistiche

### Presenze e reti nei club
| Stagione             | Squadra              | Campionato           | Campionato | Campionato | Coppe nazionali | Coppe nazionali | Coppe nazionali | Coppe continentali | Coppe continentali | Coppe continentali | Totale | Totale |
| Stagione             | Squadra              | Comp                 | Pres       | Reti       | Comp            | Pres            | Reti            | Comp               | Pres               | Reti               | Pres   | Reti   |
| -------------------- | -------------------- | -------------------- | ---------- | ---------- | --------------- | --------------- | --------------- | ------------------ | ------------------ | ------------------ | ------ | ------ |
| 1987                 | TPS                  | M                    | 20         | 3          |                 |                 |                 | CU                 | 4                  | 0                  | 24     | 3      |
| 1988                 | TPS                  | M                    | 27         | 1          |                 |                 |                 | CU                 | 6                  | 1                  | 33     | 2      |
| 1989                 | TPS                  | M                    | 26         | 7          |                 |                 |                 |                    |                    |                    |        |        |
| 1990                 | TPS                  | V                    | 25         | 3          |                 |                 |                 | CU                 | 2                  | 0                  | 27     | 3      |
| 1991                 | TPS                  | V                    | 33         | 2          |                 |                 |                 |                    |                    |                    |        |        |
| Totale TPS           | Totale TPS           | Totale TPS           | 131        | 16         |                 |                 |                 |                    | 12                 | 1                  | 143    | 19     |
| 1992                 | Jaro                 | V                    | 31         | 4          |                 |                 |                 |                    |                    |                    | 31+    | 4+     |
| 1993                 | Jaro                 | V                    | 21         | 0          |                 |                 |                 |                    |                    |                    |        |        |
| Totale Jaro          | Totale Jaro          | Totale Jaro          | 52         | 4          |                 |                 |                 |                    |                    |                    |        |        |
| 1994                 | TPV                  | V                    | 26         | 2          |                 |                 |                 |                    |                    |                    |        |        |
| 1994-1995            | Admira Wacker        | BL                   | 14         | 1          |                 |                 |                 |                    |                    |                    |        |        |
| 1995-1996            | Admira Wacker        | BL                   | 13         | 0          | CA              | 2               | 0               |                    |                    |                    | 15     | 0      |
| Totale Admira Wacker | Totale Admira Wacker | Totale Admira Wacker | 27         | 1          |                 | 2               | 0               |                    |                    |                    | 29     | 1      |
| 1996                 | IFK Norrköping       | A                    | 25         | 0          |                 |                 |                 |                    |                    |                    |        |        |
| 1997                 | IFK Norrköping       | A                    | 20         | 2          |                 |                 |                 |                    |                    |                    |        |        |
| Totale Norrköping    | Totale Norrköping    | Totale Norrköping    | 45         | 2          |                 |                 |                 |                    |                    |                    |        |        |
| 1998                 | Inter Turku          | Y                    | 23         | 3          |                 |                 |                 |                    |                    |                    |        |        |
| 1999                 | Jazz                 | V                    | 28         | 3          |                 |                 |                 |                    |                    |                    |        |        |
| 2000                 | TPS                  | V                    | 28         | 1          |                 |                 |                 |                    |                    |                    |        |        |
| Totale carriera      | Totale carriera      | Totale carriera      | 332        | 32         |                 | ?               | ?               |                    | 12                 | 1                  | 344    | 33     |

### Cronologia presenze e reti in nazionale
| Cronologia completa delle presenze e delle reti in nazionale ― Finlandia | Cronologia completa delle presenze e delle reti in nazionale ― Finlandia | Cronologia completa delle presenze e delle reti in nazionale ― Finlandia | Cronologia completa delle presenze e delle reti in nazionale ― Finlandia | Cronologia completa delle presenze e delle reti in nazionale ― Finlandia | Cronologia completa delle presenze e delle reti in nazionale ― Finlandia | Cronologia completa delle presenze e delle reti in nazionale ― Finlandia | Cronologia completa delle presenze e delle reti in nazionale ― Finlandia |
| Data                                                                     | Città                                                                    | In casa                                                                  | Risultato                                                                | Ospiti                                                                   | Competizione                                                             | Reti                                                                     | Note                                                                     |
| ------------------------------------------------------------------------ | ------------------------------------------------------------------------ | ------------------------------------------------------------------------ | ------------------------------------------------------------------------ | ------------------------------------------------------------------------ | ------------------------------------------------------------------------ | ------------------------------------------------------------------------ | ------------------------------------------------------------------------ |
| 20-1-1993                                                                | Madras                                                                   | India                                                                    | 0 – 0                                                                    | Finlandia                                                                | Amichevole                                                               | -                                                                        |                                                                          |
| 22-1-1993                                                                | Madras                                                                   | Camerun                                                                  | 0 – 0                                                                    | Finlandia                                                                | Amichevole                                                               | -                                                                        |                                                                          |
| 26-1-1993                                                                | Madras                                                                   | India                                                                    | 0 – 2                                                                    | Finlandia                                                                | Amichevole                                                               | -                                                                        |                                                                          |
| 28-1-1993                                                                | Madras                                                                   | Camerun                                                                  | 2 – 0                                                                    | Finlandia                                                                | Amichevole                                                               | -                                                                        |                                                                          |
| 31-1-1993                                                                | Madras                                                                   | Corea del Nord                                                           | 3 – 2                                                                    | Finlandia                                                                | Amichevole                                                               | -                                                                        |                                                                          |
| 13-4-1993                                                                | Radom                                                                    | Polonia                                                                  | 2 – 1                                                                    | Finlandia                                                                | Amichevole                                                               | -                                                                        | 76’                                                                      |
| 28-4-1993                                                                | Sofia                                                                    | Bulgaria                                                                 | 2 – 0                                                                    | Finlandia                                                                | Qual. Mondiali 1994                                                      | -                                                                        |                                                                          |
| 13-5-1993                                                                | Turku                                                                    | Finlandia                                                                | 3 – 1                                                                    | Austria                                                                  | Qual. Mondiali 1994                                                      | -                                                                        |                                                                          |
| 16-6-1993                                                                | Lahti                                                                    | Finlandia                                                                | 0 – 0                                                                    | Israele                                                                  | Qual. Mondiali 1994                                                      | -                                                                        |                                                                          |
| 25-8-1993                                                                | Vienna                                                                   | Austria                                                                  | 3 – 0                                                                    | Finlandia                                                                | Qual. Mondiali 1994                                                      | -                                                                        |                                                                          |
| 8-9-1993                                                                 | Tampere                                                                  | Finlandia                                                                | 0 – 2                                                                    | Francia                                                                  | Qual. Mondiali 1994                                                      | -                                                                        | 75’                                                                      |
| 13-10-1993                                                               | Solna                                                                    | Svezia                                                                   | 3 – 2                                                                    | Finlandia                                                                | Qual. Mondiali 1994                                                      | 1                                                                        |                                                                          |
| 10-11-1993                                                               | Ramat Gan                                                                | Israele                                                                  | 1 – 3                                                                    | Finlandia                                                                | Qual. Mondiali 1994                                                      | -                                                                        |                                                                          |
| 25-1-1994                                                                | Doha                                                                     | Qatar                                                                    | 1 – 0                                                                    | Finlandia                                                                | Amichevole                                                               | -                                                                        |                                                                          |
| 27-1-1994                                                                | Doha                                                                     | Qatar                                                                    | 0 – 0                                                                    | Finlandia                                                                | Amichevole                                                               | -                                                                        |                                                                          |
| 30-1-1994                                                                | Mascate                                                                  | Oman                                                                     | 0 – 2                                                                    | Finlandia                                                                | Amichevole                                                               | 1                                                                        |                                                                          |
| 1-2-1994                                                                 | Mascate                                                                  | Oman                                                                     | 1 – 1                                                                    | Finlandia                                                                | Amichevole                                                               | -                                                                        |                                                                          |
| 23-2-1994                                                                | Casablanca                                                               | Marocco                                                                  | 0 – 0                                                                    | Finlandia                                                                | Amichevole                                                               | -                                                                        |                                                                          |
| 27-5-1994                                                                | Parma                                                                    | Italia                                                                   | 2 – 0                                                                    | Finlandia                                                                | Amichevole                                                               | -                                                                        | 60’                                                                      |
| 2-6-1994                                                                 | Tampere                                                                  | Finlandia                                                                | 1 – 2                                                                    | Spagna                                                                   | Amichevole                                                               | -                                                                        |                                                                          |
| 17-8-1994                                                                | Copenaghen                                                               | Danimarca                                                                | 2 – 1                                                                    | Finlandia                                                                | Amichevole                                                               | 1                                                                        |                                                                          |
| 7-9-1994                                                                 | Helsinki                                                                 | Finlandia                                                                | 0 – 2                                                                    | Scozia                                                                   | Qual. Euro 1996                                                          | -                                                                        |                                                                          |
| 12-10-1994                                                               | Salonicco                                                                | Grecia                                                                   | 4 – 0                                                                    | Finlandia                                                                | Qual. Euro 1996                                                          | -                                                                        |                                                                          |
| 8-3-1995                                                                 | Brno                                                                     | Rep. Ceca                                                                | 4 – 1                                                                    | Finlandia                                                                | Amichevole                                                               | -                                                                        |                                                                          |
| 26-4-1995                                                                | Toftir                                                                   | Fær Øer                                                                  | 0 – 4                                                                    | Finlandia                                                                | Qual. Euro 1996                                                          | -                                                                        | 81’                                                                      |
| 31-5-1995                                                                | Helsinki                                                                 | Finlandia                                                                | 0 – 1                                                                    | Danimarca                                                                | Amichevole                                                               | -                                                                        |                                                                          |
| 16-8-1995                                                                | Helsinki                                                                 | Finlandia                                                                | 0 – 6                                                                    | Russia                                                                   | Qual. Euro 1996                                                          | -                                                                        | 46’ 49’                                                                  |
| 6-9-1995                                                                 | Glasgow                                                                  | Scozia                                                                   | 1 – 0                                                                    | Finlandia                                                                | Qual. Euro 1996                                                          | -                                                                        |                                                                          |
| 15-11-1995                                                               | Mosca                                                                    | Russia                                                                   | 3 – 1                                                                    | Finlandia                                                                | Qual. Euro 1996                                                          | 1                                                                        | 88’                                                                      |
| 9-2-1996                                                                 | Bangkok                                                                  | Thailandia                                                               | 1 – 0                                                                    | Finlandia                                                                | King's Cup 1996                                                          | -                                                                        |                                                                          |
| 11-2-1996                                                                | Bangkok                                                                  | Danimarca                                                                | 0 – 0                                                                    | Finlandia                                                                | King's Cup 1996                                                          | -                                                                        |                                                                          |
| 13-2-1996                                                                | Bangkok                                                                  | Finlandia                                                                | 1 – 1                                                                    | Romania                                                                  | King's Cup 1996                                                          | -                                                                        |                                                                          |
| 16-2-1996                                                                | Bangkok                                                                  | Thailandia                                                               | 5 – 2                                                                    | Finlandia                                                                | King's Cup 1996                                                          | -                                                                        |                                                                          |
| 16-3-1996                                                                | Adiliya                                                                  | Kuwait                                                                   | 0 – 1                                                                    | Finlandia                                                                | Amichevole                                                               | -                                                                        |                                                                          |
| 29-5-1996                                                                | Strasburgo                                                               | Francia                                                                  | 2 – 0                                                                    | Finlandia                                                                | Amichevole                                                               | -                                                                        |                                                                          |
| 2-6-1996                                                                 | Helsinki                                                                 | Finlandia                                                                | 1 – 2                                                                    | Turchia                                                                  | Amichevole                                                               | -                                                                        |                                                                          |
| 1-9-1996                                                                 | Budapest                                                                 | Ungheria                                                                 | 1 – 0                                                                    | Finlandia                                                                | Qual. Mondiali 1998                                                      | -                                                                        | 81’                                                                      |
| 6-10-1996                                                                | Helsinki                                                                 | Finlandia                                                                | 2 – 3                                                                    | Svizzera                                                                 | Qual. Mondiali 1998                                                      | -                                                                        |                                                                          |
| 30-10-1996                                                               | Kotka                                                                    | Finlandia                                                                | 2 – 2                                                                    | Estonia                                                                  | Amichevole                                                               | -                                                                        | 73’                                                                      |
| Totale                                                                   |                                                                          | Presenze                                                                 | 39                                                                       |                                                                          | Reti                                                                     | 4                                                                        |                                                                          |

## Palmarès

### Club
- Veikkausliiga: 1

TPV: 1994
- Suomen Cup: 1

TPS: 1991